# Piovera
Piovera är en ort i kommunen Alluvioni Piovera i provinsen Alessandria i regionen Piemonte i Italien. 
Piovera upphörde som kommun den 1 januari 2018 och bildade med den tidigare kommunen Alluvioni Cambiò den nya kommunen Alluvioni Piovera. Den tidigare kommunen hade 832 invånare (2017).